# 워싱턴 D.C.의 교통

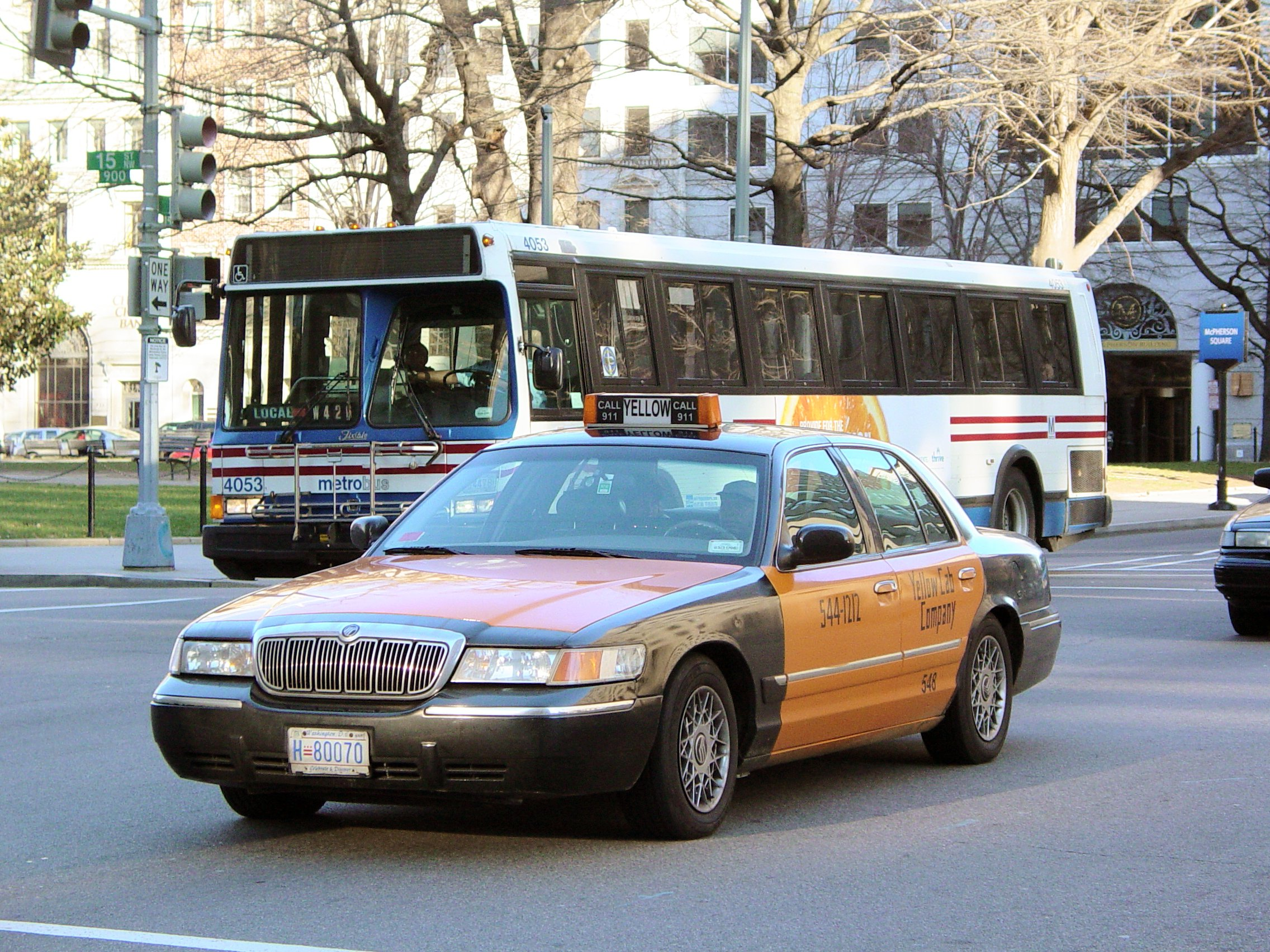
2006년 1월 워싱턴 D.C. 시내 15번가와 I Streets NW의 교차로를 택스캡과 메트로버스가 횡단하고 있다.

워싱턴 D.C.는 다양한 교통수단을 이용할 수 있다. 통근자들은 워싱턴 D.C.에서 일하는 사람들의 28%만이 도시 내에서 통근하는 반면 33.5%는 인근 메릴랜드 교외에서, 22.7%는 북부 버지니아 교외에서, 나머지는 워싱턴 D.C. 교외에서 통근하는 것이 여행 패턴에 큰 영향을 미친다.

## 통근

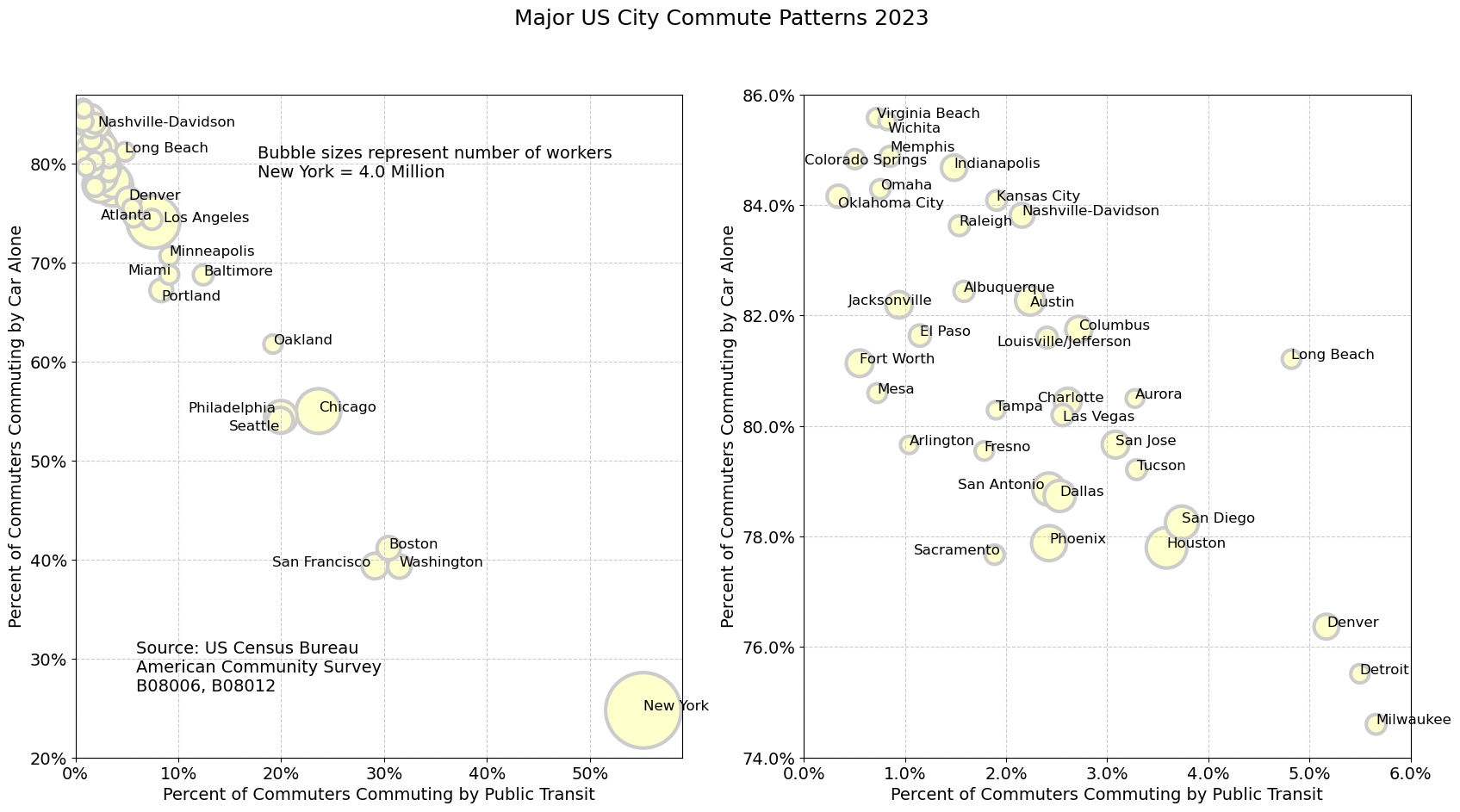
Commuting statistics for major U.S. cities in 2006

워싱턴 D.C.는 미국에서 대중교통 통근자의 비율이 뉴욕시에 이어 두 번째로 높다. 워싱턴 D.C.의 통근자들은 671,678명이 워싱턴 D.C.에 고용되어 있으며, 단지 28%만이 시내에서 출퇴근하고 있다. 워싱턴 D.C.에서 일하는 사람들 중 18.7%는 메릴랜드주 프린스조지 카운티에서, 14.8%는 메릴랜드주 몽고메리 카운티에서 출퇴근한다. 13.2%는 공정에서 온다. 버지니아 알링턴 카운티, 버지니아 알렉산드리아 출신 3.5%. 통근자는 메릴랜드주 앤 아룬델 카운티 2.4%, 버지니아주 프린스 윌리엄 카운티 2.3%, 메릴랜드주 찰스 카운티 1.6%, 메릴랜드주 하워드 카운티 1.3%, 버지니아주 루둔 카운티 1% 등 외곽지역에서 덜 나온다. 2000년 현재 취업한 26만 명의 워싱턴 D.C. 주민 중 24%는 알렉산드리아뿐 아니라 몽고메리, 조지 왕자와 페어팩스, 알링턴 카운티에서 직장으로 통근한다. 워싱턴 D.C.에서 일하는 사람들 중 혼자 운전해서 출근하는 사람은 44.8%, 메트로 21.2%, 카풀/슬러그 14.4%, 메트로버스 8.8%, 걸어서 출근하는 사람 4.5%, 통근철도로 여행하는 사람 2.7%, 자전거를 타고 출근하는 사람 0.6%로 나타났다. 워싱턴 D.C.의 가구 중 35.4%가 자동차를 소유하고 있지 않다.

## 거리 및 고속도로

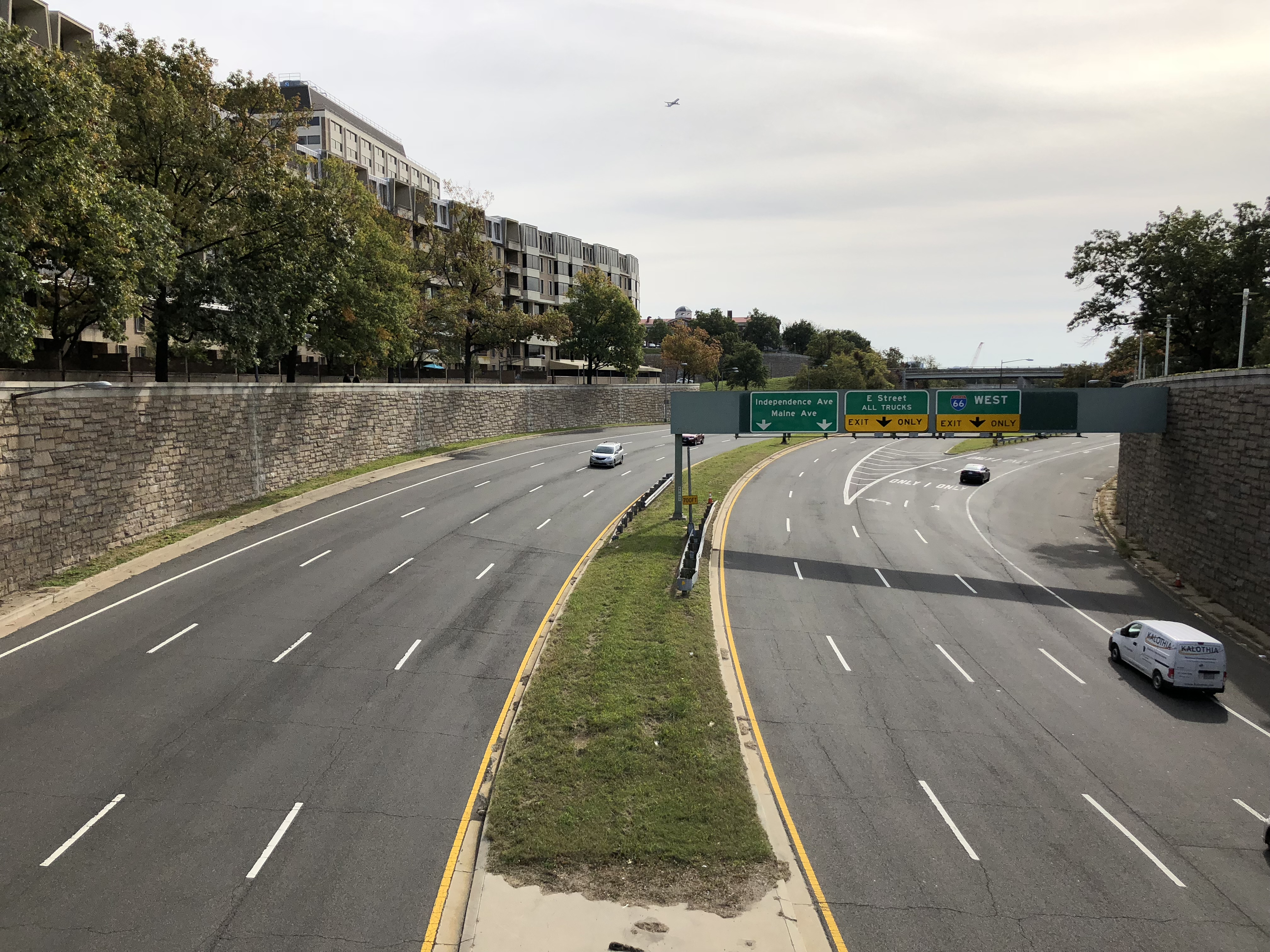
워싱턴 D.C.의 I-66.

컬럼비아 구역의 도시 거리는 주로 미국 국회의사당에서 유래된 격자무늬와 같은 방식으로 조직되어 있는데, 이 격자무늬를 가로지르는 대각선 거리뿐만 아니라 동그라미도 있다. 이 계획은 피에르 렝팡트가 제시하고 앤드류 엘리콧과 조셉 엘리콧이 수정했다. 남북 도로의 이름은 주로 숫자로 지어져 있고(즉, 1번가, 2번가 등), 동서 도로의 이름은 주로 문자로 지어져 있거나(A Street로 시작), 알파벳 순으로 지어져 있다(Adams, Bryant, Channing 등). 이 도로망을 가로지르는 교차로는 50개 주의 이름을 딴 대각선 길이다. 이 그리드 내에서 모든 거리는 국회의사당 건물을 중심으로 북동부(NE), 북서부(NW), 남동부(SE), 남서부(SW) 등 도시의 4개 사분면의 한 부분이다. 모든 길은 제목 끝에 이 접미사로 끝난다. 예를 들어 NE 4번가, NW 4번가, SE 4번가, SW 4번가 등이 있다.
이 명칭의 예외는 내셔널 몰에 줄지어 있는 거리의 이름들을 포함한다. 쇼핑몰의 북쪽은 헌법가, 남쪽은 인디펜던트 애비뉴가 줄지어 서 있다. 두 거리 모두 NE, NW, SE, SW 규칙을 따른다.
이 지역을 관통하는 주요 교차로로는 수도 벨트웨이(I-495), I-66, I-95, I-395(D.C.에서는 남서/동북 고속도로 또는 버지니아에서는 셜리 고속도로라고도 함), I-295(Anacostia Freeway 또는 Kenilworth Avenue라고도 함), I-270(I-270) 등이 있다. 다른 주요 고속도로로는 D.C.의 화이트허스트 프리웨이, 버지니아 주의 조지 워싱턴 파크웨이, D.C.의 록크릭 파크웨이, D.C.와 메릴랜드주의 스위트랜드 파크웨이, 미국 메릴랜드 주의 50번 국도, 메릴랜드 주의 클라라라 바톤 파크웨이와 볼티모어-워싱턴 파크웨이, 그리고 둘레스가 있다. 버지니아의 I-66과 I-95/I-395의 일부는 HOV 도로(평일 출퇴근 시간에는 다인승자나 하이브리드 에너지를 사용하는 차량만 허용)이다.

## 철도

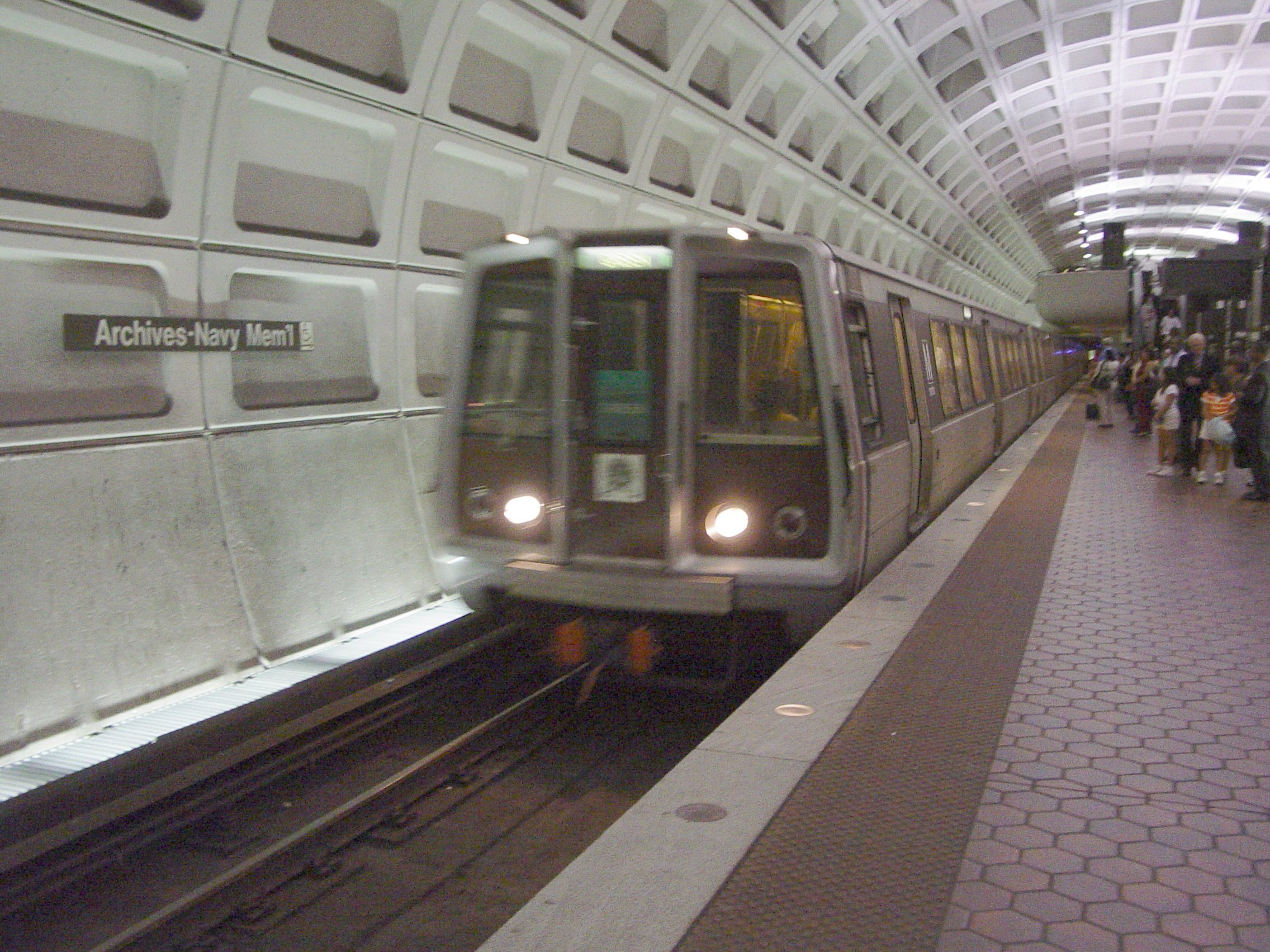
워싱턴 지하철의 Archives station

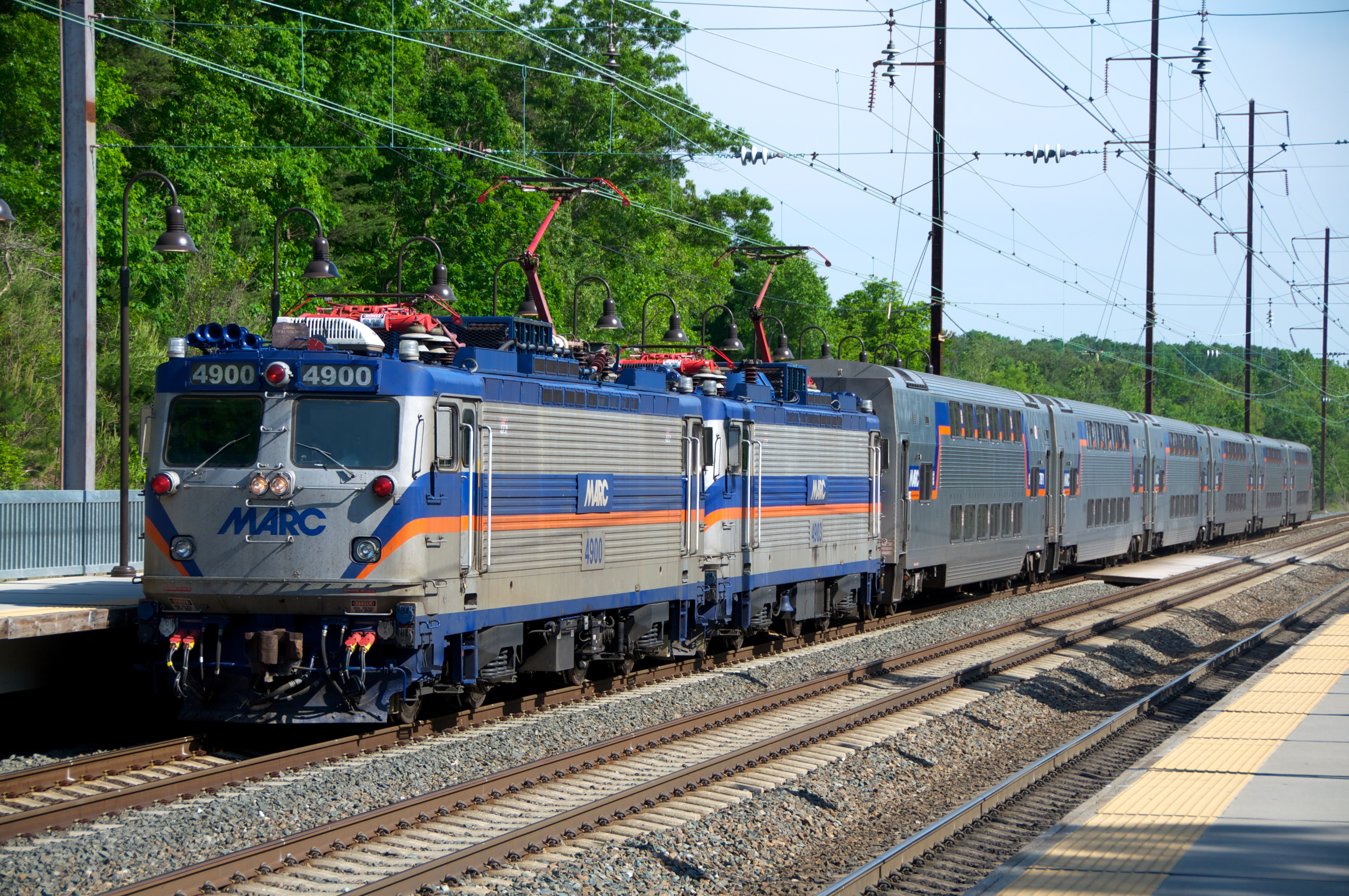
두 대의 EMD AEM-7이 2012년 MARC 펜 라인 서비스를 BWI로 이끌었다.

### 워싱턴 메트로
워싱턴 지역은 워싱턴 도시 철도 빠른 운송 시스템, 워싱턴시 지역 교통국(WMATA)에 의해 운용하고 제공된다. WMATA 또한 Metrobus 지역 버스 시스템 DC와 가장 가까운 즉각적인 군(더 아래에 설명한)을 운영하고 있다. 워싱턴 메트로 역에 둘 다 통근 열차와 도시 간 철도 체제와 연결된다.

### DC 전차
2016년 2월 27일 유니언 역과 오클라호마 아베/베닝 Rd 사이에 DC 전차의 1호선이 개통되어 대부분의 길이를 H 스트리트를 따라 운행하였다. 더 많은 줄이 계획되어 있다.

### 통근 철도
MARC는 유니언 역에서 볼티모어와 페리빌까지 캠든과 펜 라인 양쪽에서 중간 정차 서비스를 제공한다. MARC의 브런즈윅 선은 중간 정류장이 있는 웨스트버지니아주 마틴스버그와 유니언 역 사이에 서비스를 제공한다. 브런즈윅 노선의 새로운 자극은 메릴랜드의 프레드릭에게도 전달된다. 메릴랜드의 MARC 열차 3개 노선은 모두 워싱턴의 유니언 역에서 출발하여 승객들이 워싱턴 메트로의 레드 라인으로 갈아탈 수 있다. 뉴캐럴턴, 칼리지 파크, 그린벨트, 실버 스프링, 록빌 역에서도 접속이 가능하다.
버지니아 철도 익스프레스 통근 열차는 유니언 역에서 프레데릭스버그와 버지니아주 마나사스까지 각각 프레데릭스버그와 마나사스 노선을 운행한다. VRE 열차는 또한 L'Enfant Plaza, Crystal City, King Street-Old Town, Franconia-Springfield를 포함한 몇몇 메트로 역에도 정차한다.

### 암트랙

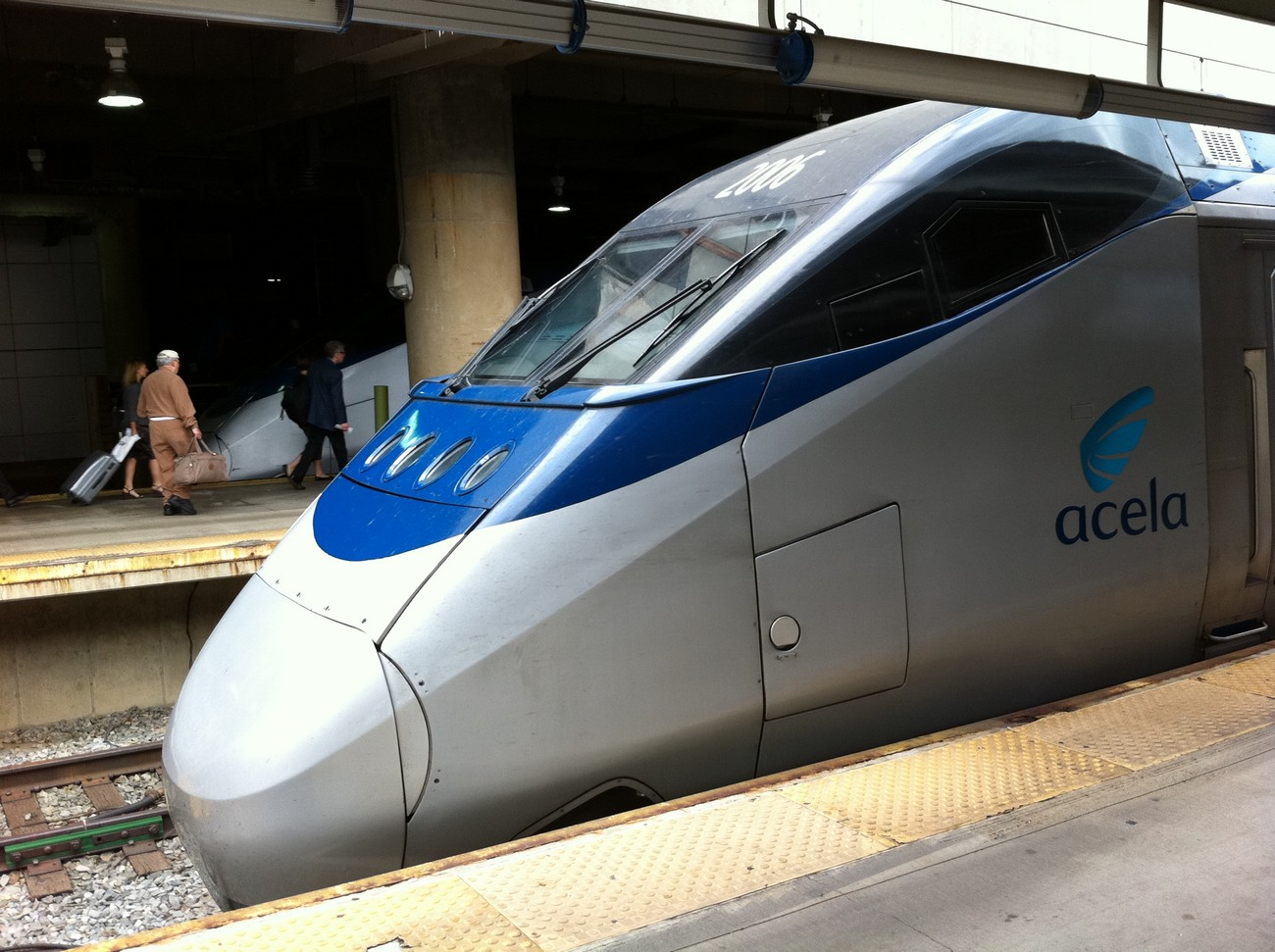
2011년 유니온 역에 도착한 직후 아셀라 익스프레스.

암트랙의 아셀라 익스프레스와 노스이스트 리미티리얼은 워싱턴 유니온 역에서 볼티모어, 필라델피아, 뉴욕시, 보스턴까지 고속 노스이스트 코리더에서 중간 정류장까지 서비스를 제공한다. 게다가 버몬터는 세인트루이스에 서비스를 제공한다. 앨번스, 버몬트, 뉴욕 경유. 팔메토는 조지아에 서비스를 제공하고, 크레센트호는 뉴올리언스에 서비스를 제공하며, 암트랙의 실버 서비스 열차는 모두 뉴욕에서 출발하는 플로리다에 서비스를 제공한다. 웨스트버지니아와 버지니아를 경유하는 훨씬 더 길고 더 남쪽의 노선을 이용하는 캐피톨 리미티드 앤 카디널은 워싱턴과 시카고 사이의 철도 서비스를 제공한다.
Amtrak의 쉬지 않고 운행되는 오토 트레인(Auto Train)은 플로리다주 샌포드로 가는 것으로 버지니아주 로튼에 있는 도시에서 남쪽으로 30분 거리에 있다. 워싱턴 메트로와의 연결은 워싱턴 유니언 역, 프린스 조지 카운티의 뉴 캐롤튼 역, 몽고메리 카운티의 록빌, 알렉산드리아 유니언 역과 인접한 킹 스트리트-올드 타운에서 제공된다.

## 버스

### 공항 교통
메트로레일의 노랑과 블루 라인은 로널드 레이건 워싱턴 국립 공항을 운행한다. L'Enfant Plaza와 Rosslyn에서 워싱턴 덜레스 국제공항으로 가는 고속버스 서비스가 제공된다. 볼티모어-워싱턴 국제공항은 그린벨트에서 온 고속버스와 MARC와 암트랙에서 유니언 역에서 온 철도로 운행된다. 또한 메트로레일 실버선에는 워싱턴 덜레스 국제공항의 계획된 역이 있다.

### DC 순환기
DC 서큘레이터(DC Circulator)는 콜롬비아 교통부 소유의 도심 순환기 버스 시스템으로, 도심에서 관심 지점을 연결하는 5개 노선이 있다. 

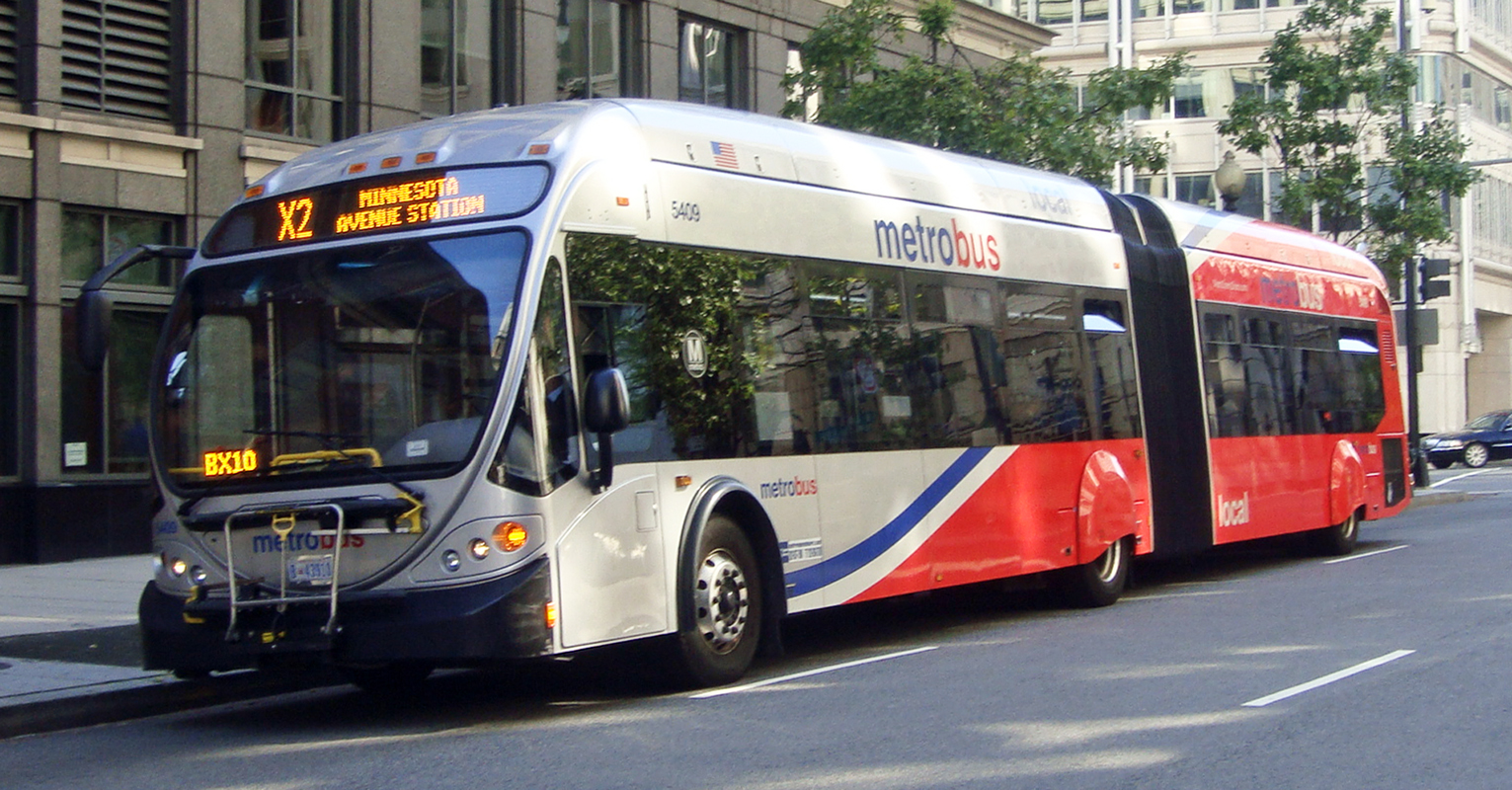
DC 시내에 있는 메트로버스 연결.

### 메트로버스
메트로버스는 메트로가 운영하는 버스 운행으로, 버스 쉼터 3,133개소와 거의 모든 워싱턴 메트로 역 등 1만2,301개 정류장을 운행하는 176개 노선으로 구성되어 있다. 2006 회계연도에 메트로버스는 워싱턴 메트로 전체 여행의 39%인 1억3100만 번의 여행을 제공했다. D.C.와 교외 카운티의 내부 링을 제공한다. 메릴랜드 교통부와 몇몇 민간 운영 회사들은 안네 아룬델, 캘버트, 찰스, 프레데릭, 하워드, 세인트와 같은 더 먼 카운티와 워싱턴 사이의 평일 출퇴근 시간에 버스 서비스를 제공한다. 메릴랜드에 메릴랜드에 프레데릭스버그, 루둔, 윌리엄 왕자, 그리고 버지니아에 스태포드가 있다.

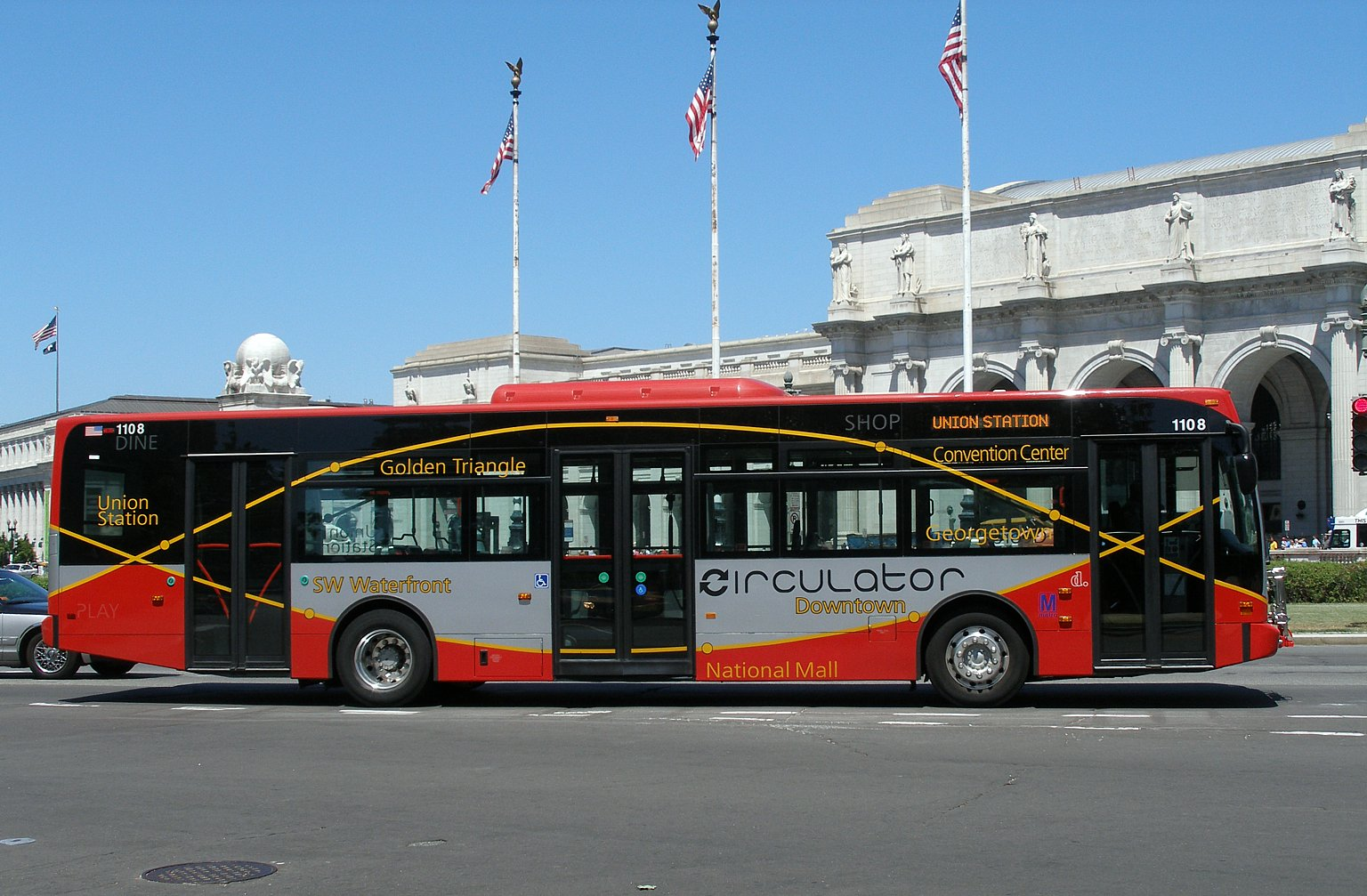
유니언 역 앞에 있는 DC 순환기 버스.

### 학생교통
이 지역의 고등교육 캠퍼스는 메릴랜드 대학의 셔틀-UM과 같은 현장 및 통근 교통수단을 제공한다.

### 시외버스
유니언 역은 메가버스, 볼트버스, 그레이하운드 노선, 오우버스, 피터팬 버스 노선, 베스트버스 등 많은 시외 버스 노선의 정차역이다.차이나타운 버스 노선의 버스 정류장은 갤러리 플레이스-차이나타운 역과 캐피톨 원 아레나 근처에 있다. 그린벨트 메트로 역에는 볼티모어-워싱턴 국제공항으로 통근하는 버스 노선도 있어 메트로와 볼티모어 지역의 MTA 버스와 경전철 시스템을 연결한다. MTA 통근 버스는 또한 메릴랜드에 있는 몽고메리 카운티와 프린스 조지 카운티의 제한된 지역을 운행한다. 루둔카운티 통근버스 등 현지 환승 서비스와 마츠그룹 등 민간업체들이 버지니아로 통근버스 서비스를 제공하고 있다.

### 우르버스
우르버스는 유니온 역에서 뉴욕시, 필라델피아, 앨런타운, 빙햄튼, 이타카로 가는 시외버스 서비스를 제공한다. 타이슨, 록빌, 베데스다, 컬럼비아 등 DC 교외 지역에도 직영 서비스를 제공하고 있다.

### 트립퍼 버스
트리퍼버스는 버지니아주 알링턴과 메릴랜드주 베데스다의 워싱턴 D.C. 교외에서 뉴욕시를 오가는 전용 통근버스다.

### 바무스 버스
바무스 버스는 버지니아주 로튼의 워싱턴 D.C. 교외에서 버지니아주 알링턴과 메릴랜드주 베데스다에서 뉴욕 시로 왕복하는 개인 버스 노선이다.

### 워싱 디럭스
Washington Deluxe는 뉴욕과 워싱턴 DC 사이의 고속 왕복 여행을 제공하는 독립된 버스 노선이다. 워싱턴 D.C. 버스 정류장에는 듀폰 서클과 콜럼버스 서클이 있다. 뉴욕 시 정류장에는 펜 역 차이나타운, 브루클린 등이 있다.

## 대중교통통계
워싱턴의 대중교통을 이용한 출퇴근 시간(예: 출퇴근 시간)은 평일 평균 86분이다. 대중교통 이용객 31% 매일 2시간 이상 탑승 대중교통을 위해 정류장이나 역에서 대기하는 시간은 평균 19분이며, 이용자의 34%가 매일 평균 20분 이상 대기하고 있다. 대중교통을 이용한 한 번의 여행에서 보통 사람들이 타는 평균 거리는 8.8km(5.5mi)인 반면, 20%는 한 방향으로 12km(7.5mi) 이상 이동한다.

## 자동차

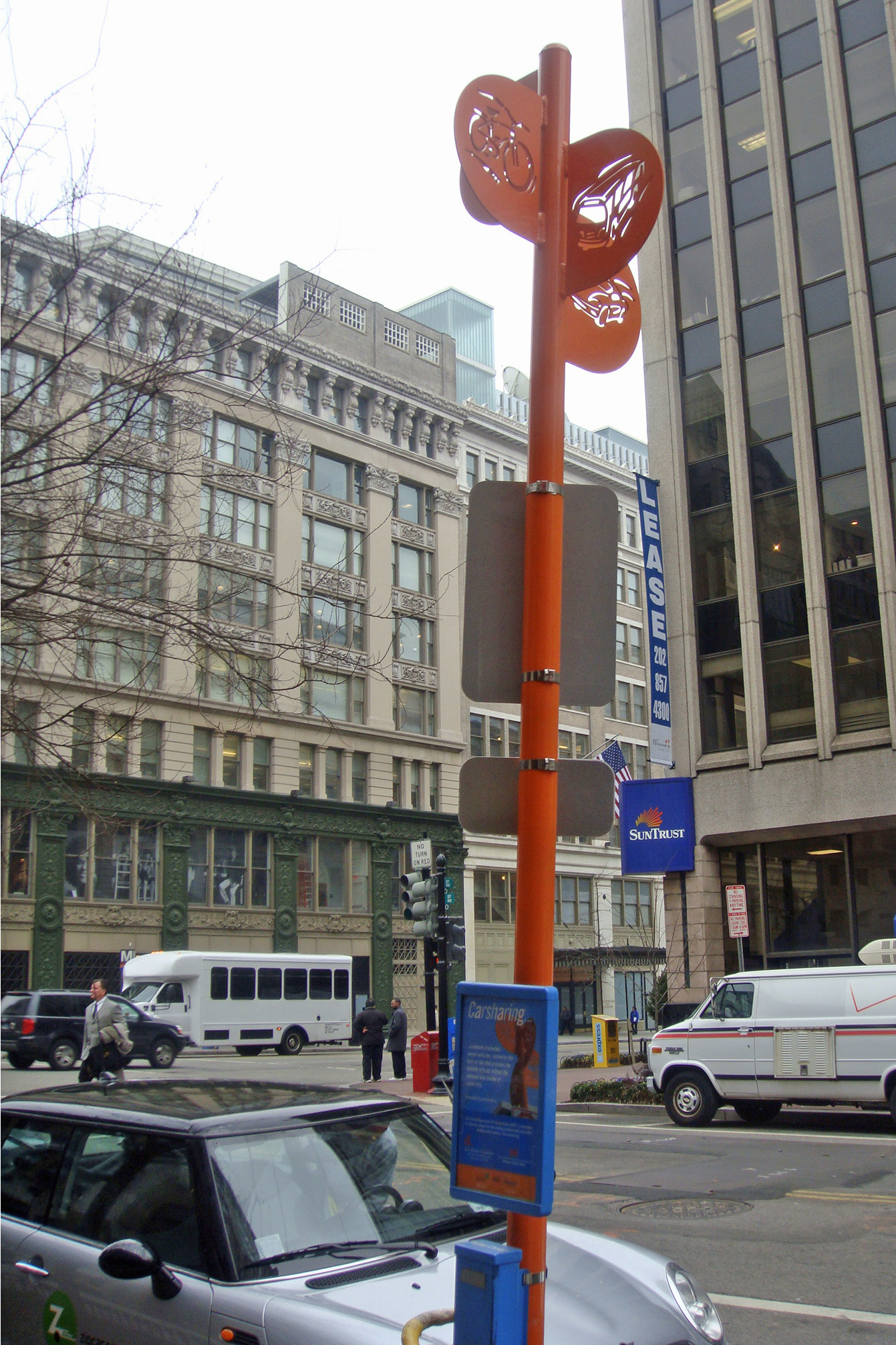
워싱턴 D.C. 시내에 있는 Zipcar on Street drop/pick up 지역

자동차에는 많은 주요 노선이 있다.

### 카셰어링
2001년 12월, 메트로사는 몇몇 북미 도시에서 자동차 공유 네트워크를 운영하는 개인 회사인 플렉스카와 관계를 시작했다. 경쟁사인 Zipcar는 이 지역에서 서비스를 시작했고 이후 2007년 10월 31일에 Flexcar와 합병했다.이 서비스를 통해 자동차 의존도와 혼잡도를 줄이고 환경을 개선하며 환승객의 수를 늘리는 것을 목표로 수도권 주요 메트로레일 역 등 편리한 곳에 차를 주차해 시간대별로 렌탈이 가능하도록 했다.
2012년 3월, Car2Go는 D.C.에서 서비스를 제공하기 시작했으며, 처음에는 200대의 스마트카를 구내 어디에서나 사용할 수 있도록 제공했다.분 단위로 단방향 렌털을 제공하는 국제카셰어링(car sharing) 업체는 2013년 차량 기종을 400대로 늘렸다. 운영 첫해 동안, Car2Go는 미터기 무료 주차권을 위해 50만 달러 이상을 시에 지불했다. 이 서비스는 초기 성공을 거두고 있다.2012년 9월부터 2013년 7월까지 회원 수는 2만6,000명으로 3배 증가했다.

### 주차
운전을 선택하는 인구의 많은 비율 때문에 차량 정체가 심하다. 이것은 주차 문제를 초래한다. 기니피그 입지로 도시의 주차 문제를 해결하기 위한 기업들의 다양한 시도가 있었다. 거의 성공하지 못했다. 주정차 제한은 엄격히 시행되며, 표지판에 게시된 복잡한 주차시간은 혼란스러울 수 있다. 환경론자들은 수천 명의 의회 직원들에게 주어진 무료 주차 공간에 대해 의문을 제기하고 있는데, 이것은 그들이 대중 교통을 이용하는 것을 단념하게 한다.

## 항공

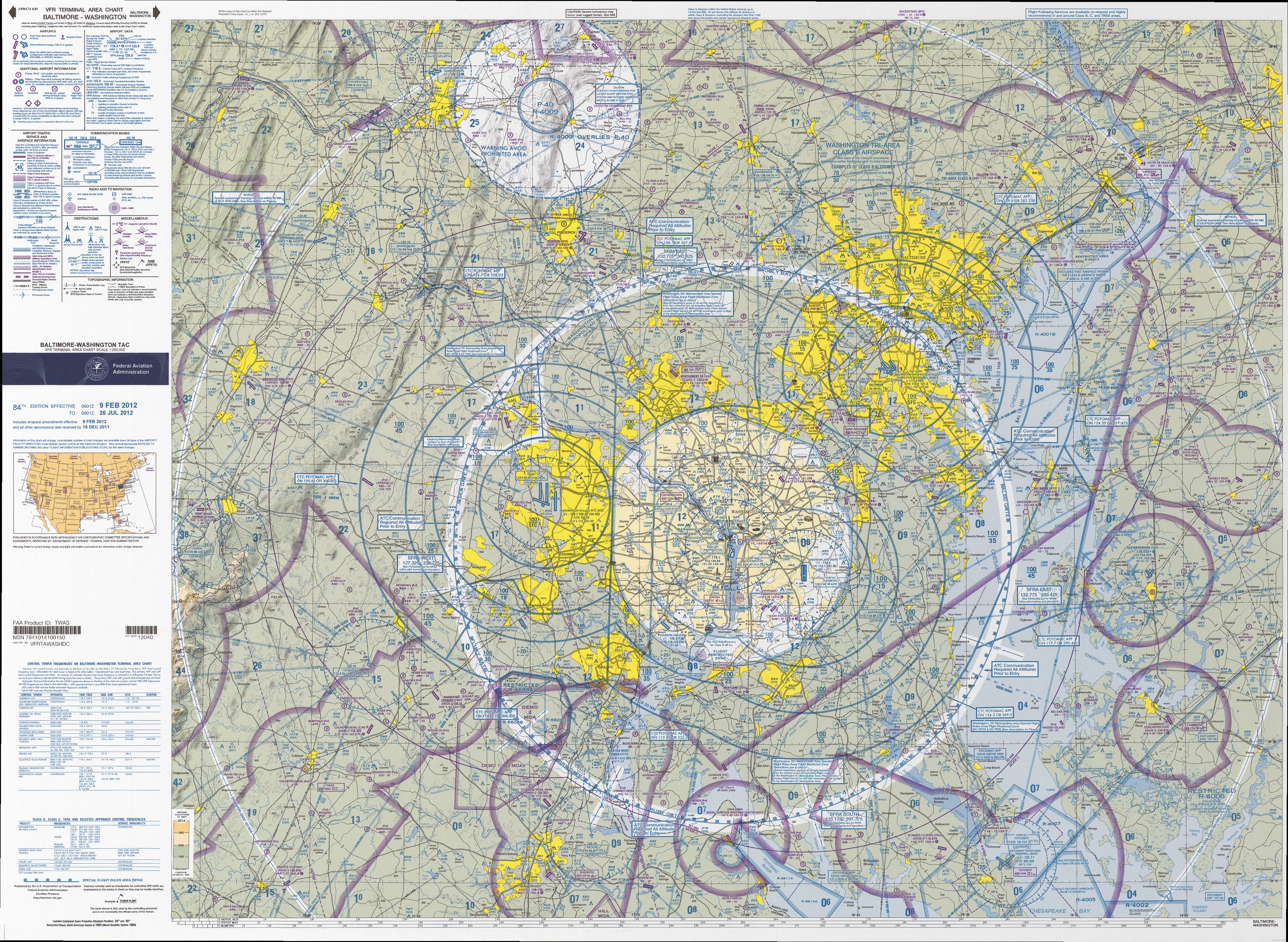
워싱턴 DC 지역의 제한된 공역을 보여주는 항공 차트.

워싱턴 D.C.는 세 개의 주요 공항이 운행하고 있는데, 두 곳은 버지니아 교외에, 한 곳은 메릴랜드에 위치해 있다.
로널드 레이건 워싱턴 국립 공항(IATA: DCA, ICAO: KDCA)은 버지니아 주 알링턴 카운티에 위치해 있으며, 해인스 포인트에서 포토맥 강을 바로 건너 워싱턴 메트로에서 접근 가능하다. 공항은 도심과 가까운 곳에 위치해 있지만, 소음과 보안상의 문제로 미국 내 공항으로의 비행이 다소 제한되어 있다.
대부분의 주요 국제선은 버지니아주 페어팩스와 루둔 카운티에서 시로부터 서쪽으로 42.3km 떨어진 곳에 위치한 워싱턴 덜레스 국제공항(IATA: IAD, ICAO: KIAD)을 왕복한다. 덜레스는 동부 해안에서 두 번째로 바쁜 국제 관문이다. 이 공항은 승객 서비스 측면에서 워싱턴 지역에서 두 번째로 붐비는 공항이다. 덜레스는 2006년 1월 인디펜던트 에어(둘레스에 본사를 두고 있던)가 문을 닫으면서 저가 선택이 크게 줄었지만 제트블루를 비롯한 몇몇 저가 항공사로부터 서비스를 제공하고 있다.
볼티모어-워싱턴 국제공항(IATA: BWI, ICAO: KBWI)은 볼티모어 남부 메릴랜드주 앤 아룬델 카운티에서 시 북동쪽으로 31.7mi(51.0km) 지점에 위치해 있으며 볼티모어-워싱턴 메트로폴리탄 지역에서 가장 붐비는 공항이다. BWI는 사우스웨스트 항공과 같은 다양한 저비용 항공사와 에어 캐나다와 브리티시 에어웨이즈 같은 항공사의 소수의 국제선으로 유명하다.
레이건 국립 공항과 덜레스 국제공항은 메트로폴리탄 워싱턴 공항청에서 운영하고 있다.
일반 항공은 몽고메리 카운티 에어파크(메릴랜드주 가이테스버그), 칼리지 파크 공항(메릴랜드주 칼리지 파크), 포토맥 비행장(메릴랜드주 프린스 조지 카운티의 친선 CDP), 마나사스 지역 공항(버지니아주 마나사스) 등 여러 소규모 비행장에서 추가로 이용할 수 있다. 2003년 이후 워싱턴DC에서 가장 가까운 일반 항공 공항은 방공식별구역(ADIZ)의 시행으로 출입이 엄격히 제한됐다.

## 자전거와 스쿠터

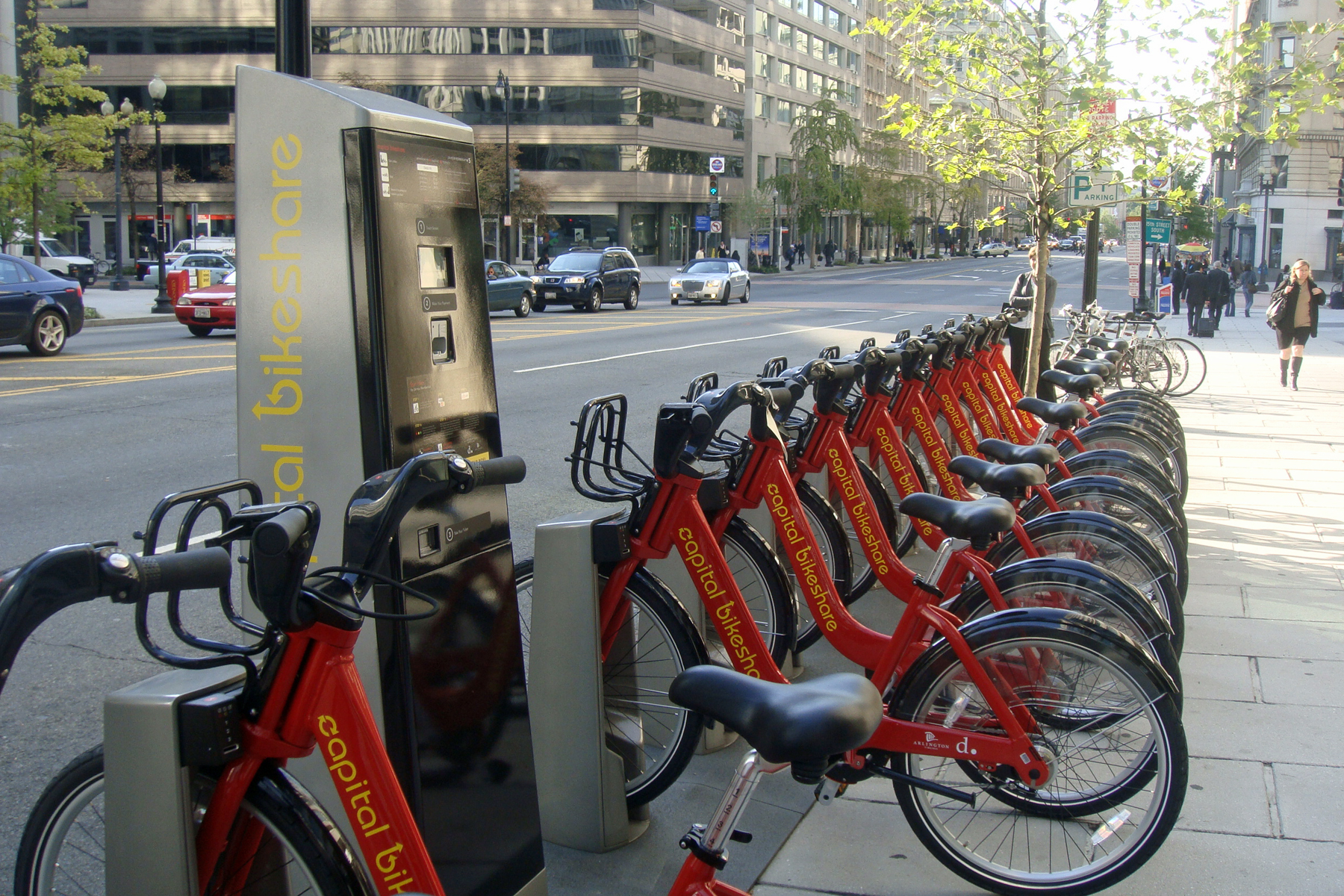
시내 맥퍼슨 스퀘어 메트로 역 근처에 있는 캐피탈 비케샤레 임대 부지.

워싱턴 D.C.주변에는 45마일(72km)의 전용 자전거 전용도로망이 있으며, 시내 곳곳의 보도에 1300개의 자전거 보관대가 설치되어 있다. 구민의 약 3.3%가 2010년 한 해 동안 적어도 하루 동안 자전거를 타고 출근했으며, 2008년에는 미국에서 자전거 통근자의 비율이 6번째로 높았다.
이 도시의 주요 자전거 공유 시스템은 2010년 9월부터 서비스를 시작한 캐피털 비케샤레다.워싱턴 D.C.는 이전에는 1100대의 자전거와 110개의 임대 장소로 미국에서 가장 큰 규모의 자전거 공유 서비스를 제공했다(뉴욕시의 시티바이크 프로그램은 이제 더 크다).시는 2017년 가을부터 도크리스 비케샤어 시범사업을 시작했으며, 최근에는 도크리스 전동스쿠터를 도입했다.워싱턴 지역 자전거 협회(WABA)는 자전거 통근자들에게 더 나은 자전거 환경을 위한 로비활동과 함께 조언과 정보를 제공한다.